# Nicoya Airport
Nicoya Airport är en flygplats i Costa Rica.   Den ligger i kantonen Cantón de Nicoya och provinsen Guanacaste, i den västra delen av landet, 150 km väster om huvudstaden San José. Nicoya Airport ligger 124 meter över havet.
Terrängen runt Nicoya Airport är lite kuperad. Runt Nicoya Airport är det ganska glesbefolkat, med 30 invånare per kvadratkilometer. Närmaste större samhälle är Nicoya, 1,3 km norr om Nicoya Airport. Omgivningarna runt Nicoya Airport är en mosaik av jordbruksmark och naturlig växtlighet.